# Ондаваме, Джон
Джон Отто Ондаваме (30 ноября 1953 — 4 сентября 2014) — участник движения за независимость Западного Папуа. Он возглавлял Народное представительство Западного Папуа в Порт-Виле, Вануату, международный представитель Свободного Папуа-движения и член Совета Президиума Папуа. Он получил ученую степень кандидата политических наук в Австралийском национальном университете в Канберре в 2000 году, степень магистра в Университете Западного Сиднея в 1995 году, диплом о высшем образовании из Сиднейского университета в 1994 году и Упсальский университет в 1986 году. Имел шведское гражданство.
Джон Ондаваме провел обширное миротворческие кампании по повышению осведомленности общественности в разных странах, содействуя мирному урегулированию конфликта в Западном Папуа  и установив солидарные связи между угнетенными, колонизированными и коренными народами.
Он был лауреатом Премии по примирению 2001 года, и Премией президента Сухарто 1972 года за академическое мастерство.
Джон Ондаваме скончался 4 сентября 2014 года.

## Публикации
- John Otto Ondawame. ’One people, one soul’: West Papuan nationalism and the Organisasi Papua Merdeka (OPM)/Free Papua Movement. PhD, RSPAS, ANU, c. 2000. Australian Dissertations on Asia, 1999-2002. Asian Studies Association of Australia, Inc., 2002.
- John Otto Ondawame. The Future of the Falkland Islands and Its People, in: L.L. Ivanov et al. The Future of the Falkland Islands and Its People. Sofia: Manfred Wörner Foundation, 2003. 96 pp. ISBN 954-91503-1-3 (Comparison between the self-determination in West Papua and the Falkland Islands.)
- John Otto Ondawame. Promoting the Collective Rights of Indigenous People to Self-Determination: The West Papua Case. Regional Round Table Conference on Education of Indigenous People of the Pacific. Suva, 4–7 December 2003.
- John Otto Ondawame. Self-Determination: Building a Better Future. Second International Conference on West Papua in Neuendettelsau, Germany, 12–17 October 2002.
- John Ondawame and Peter King. West Papua: Exploring the Prospects of Peace with Justice. Centre for Peace and Conflict at the University of Sydney. Position Paper No. 02, 1 September 2001.
- John Otto Ondawame. The Future of West Papua. Workshop on Autonomy and Democracy in the Asia Pacific region, ANU Darwin. March 2000.
- John Otto Ondawame. Self-Determination in West Papua (Irian Jaya)”, published in Indigenous Affairs, No:1/2000, January–March of the International Working Group for Indigenous Affairs, Copenhagen, Denmark.
- John Otto Ondawame. Now East Timor, Next West Papua. Pacific Islands Monthly, Suva, 10 October 1999.
- John Otto Ondawame. Pengar, Makt, därför ockuperade Väst Papua (Money and Power, for this reason West Papua was occupied). Bulletin, Women’s International League for Peace and Freedom, Stockholm, 1985.